# Ulrich Holbein

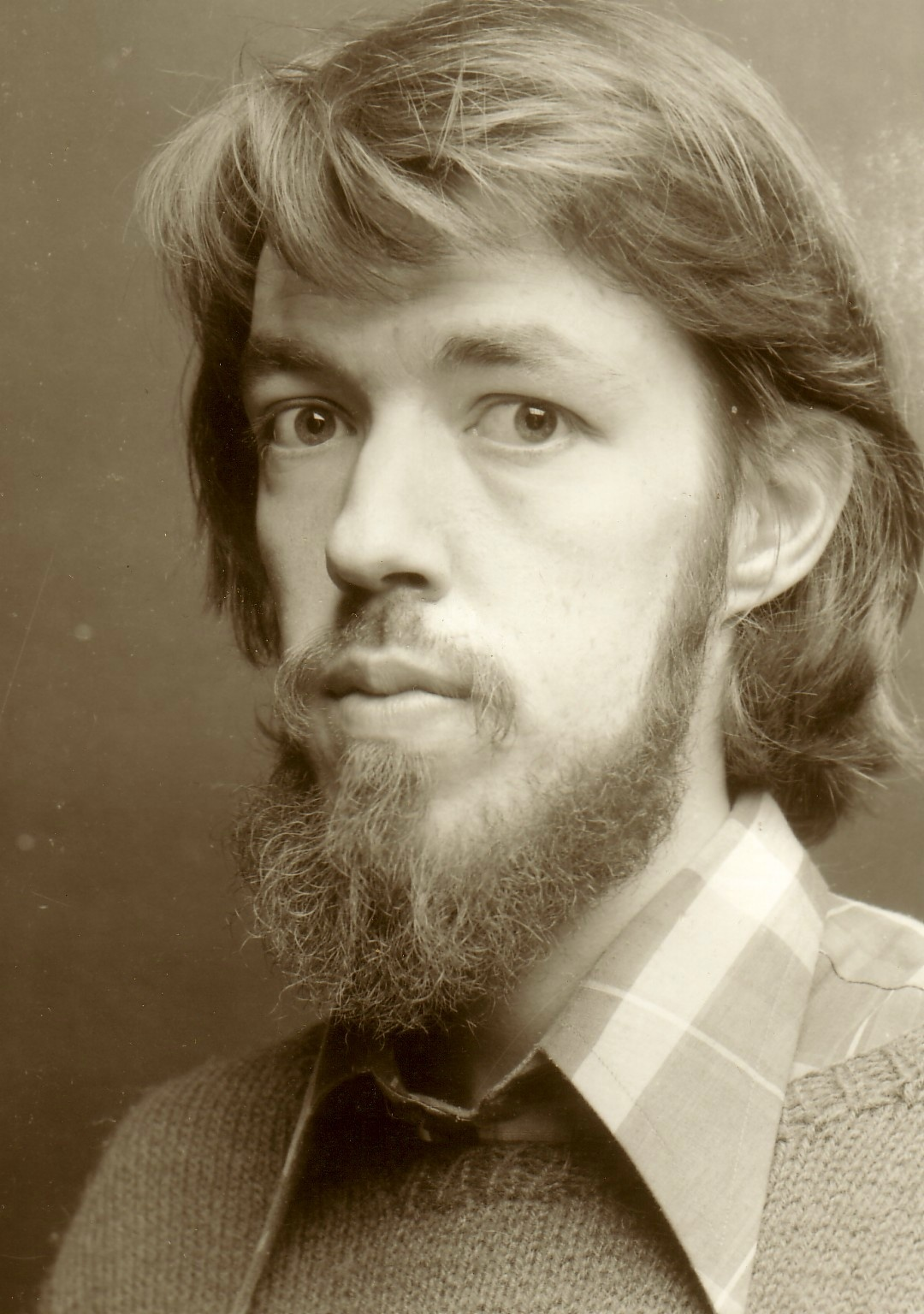
Ulrich Holbein (1980)

Ulrich Holbein (* 24. Januar 1953 in Erfurt) ist ein deutscher Schriftsteller.

## Leben
Holbein ist der Sohn einer Säuglingsschwester und eines Ingenieurs. Die Familie verließ 1957 die DDR und siedelte nach Westdeutschland über, wo sie zunächst in Niederkirchen bei Kaiserslautern und anschließend in Kassel-Bettenhausen lebte. Von 1963 bis 1966 besuchte Holbein die Herderschule und ab 1967 die Gerhart-Hauptmann-Schule. Sein 1971 gestellter Antrag auf Anerkennung als Kriegsdienstverweigerer enthielt Zitate von Lew Nikolajewitsch Tolstoi und Adalbert Stifter. Holbein besuchte anschließend in Kassel ein Wirtschaftsgymnasium und ab 1972 die Fachschule für sozialpädagogische Berufe Darmstadt. 1973 begann für Holbein eine Dekade ausgedehnter halbjährlicher Reisen nach Südeuropa. Es folgte 1974 ein Aufenthalt in Indien.

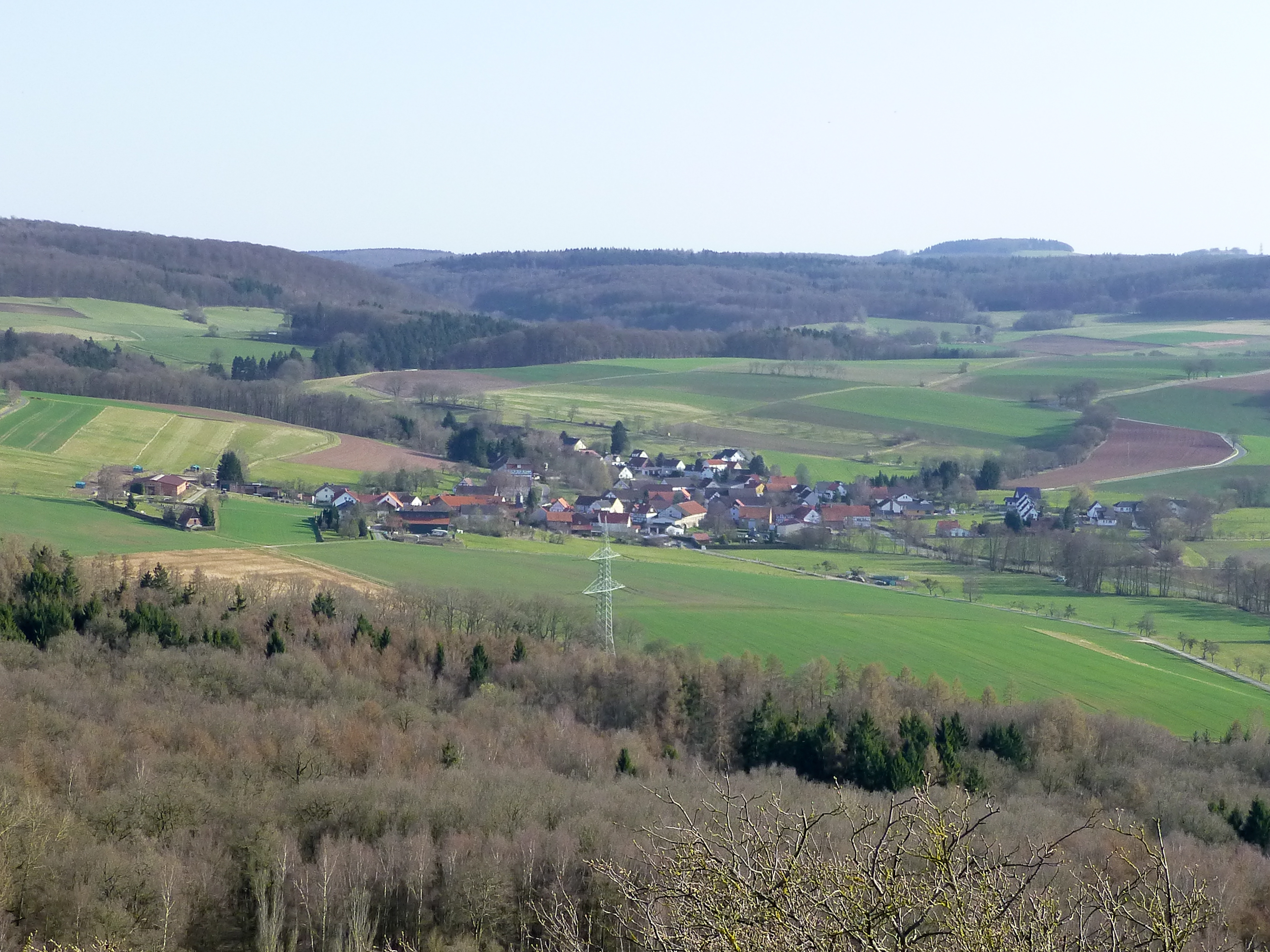
Allmuthshausen

Von 1974 bis 1975 absolvierte Holbein ein Anerkennungspraktikum bei einem Jugendheim in Bad Hersfeld. Von 1977 bis 1983 lebte er in der Landkommune Stückhof von Ewald Rumpf in Remsfeld. Holbein studierte zunächst Biologie und Theologie an der Universität Tübingen. Von 1976 bis 1982 studierte er an der Hochschule für bildende Künste in Kassel freie Malerei.  Er jobbte u. a. als Hilfspfleger und Landschaftsmaler und begann mit dem Verfassen von Beiträgen für Zeitungen und Literaturzeitschriften. Seit 1977 ist er freier Schriftsteller.
Holbein lebt seit 1983 im Merlinhaus, einem umgestalteten Imkerhaus mit naturbelassenem Laissez-faire-Garten in Allmuthshausen im Knüllgebirge.

## Werk
Holbein ist Verfasser von Essays und Hörtexten, in denen er dem Leser und Hörer die Früchte seiner Belesenheit präsentiert und neu arrangiert, bis hin zu dem gänzlich aus Literaturzitaten montierten Roman Isis entschleiert. 1990 textete Holbein das Libretto zu Viera Janárčekovás Musikstück Hymnos an Vater Lärm.
Eine Besonderheit in seinem Werk sind literarische Doppelporträts, etwa im Band Ungleiche Zwillinge (2002) oder in Ein Chinese in Rom (2013) über Jean Paul und Johann Wolfgang von Goethe. Die Vergleiche, die Holbein zwischen auf den ersten Blick sehr gegensätzlichen Persönlichkeiten oder Dingen zieht, dienen dazu, zwischen ihnen eine komplementäre Beziehung herauszuarbeiten oder eine universelle Analogie zu entdecken.
Holbein schreibt regelmäßig für die Zeitschriften konkret, Frankfurter Rundschau, FAZ, Die Welt sowie Oya. Holbein veröffentlichte bisher mehr als 1200 Publikationen.

## Veröffentlichungen

### Bibliographie
- Der illustrierte Homunculus. Goethes Kunstgeschöpf auf seinem Lebensweg durch hundertfünfzig Jahre Kunstgeschichte. Mit Illustrationen von Ulrich Holbein. Kastell, München 1989, ISBN 3-924592-18-7.
- Samthase und Odradek. Suhrkamp Verlag, Frankfurt am Main 1990, ISBN 3-518-11575-8.
- Der belauschte Lärm. Suhrkamp Verlag, Frankfurt am Main 1991, ISBN 3-518-11643-6.
- Ozeanische Sekunde. Suhrkamp Verlag, Frankfurt am Main 1993, ISBN 3-518-11771-8.
- Knallmasse. Ein kosmisches Märchen. Roman. Gerstenberg Verlag, Hildesheim 1993, ISBN 3-8067-4112-3.
  - Überarbeitete Neuausgabe: Knallmasse. homunculus verlag, Erlangen 2017, ISBN 978-3-946120-93-3.
- Die vollbesetzte Bildungslücke. Autobiografie. Mit einem Nachwort von Rolf Michaelis. Claassen-Verlag, Hildesheim 1993, ISBN 3-546-00050-1.
- Warum zeugst du mich nicht? Haffmans Verlag, Zürich 1993, ISBN 3-251-00219-8.
- Sprachlupe. Eichborn Verlag, Frankfurt am Main 1996, ISBN 3-8218-3447-1.
- Das Schwein der Erkenntnis. Mitschnitte einer Prominenten-Debatte über Vegetarismus. (= Reihe Der Grüne Zweig, Nr. 187). Pieper’s MedienXperimente, Löhrbach 1996, ISBN 3-925817-87-5.
- Gorilla. In: Freibeuter. Vierteljahreszeitschrift für Kultur und Politik, Nr. 72 / 1997, S. 47–54.
- Typologie der Berauschten. (= Reihe Der Grüne Zweig, Nr. 193). Pieper’s MedienXperimente, Löhrbach 1997, ISBN 3-925817-93-X.
- Werden auch Sie ein Genie! Eichborn Verlag, Frankfurt am Main 1997, ISBN 3-8218-1480-2.
- Im Reich der Rümpfe und Stümpfe. Plädoyer gegen Beschneidungswahn. (= Reihe Der Grüne Zweig, Nr. 205). Pieper und the Grüne Kraft MedienXperimente, Löhrbach 2000, ISBN 3-922708-15-3.
- Isis entschleiert. Elfenbein Verlag, Heidelberg 2000, ISBN 3-932245-30-X.
- Nekrolog auf den Ladenhüter und andere. Dielmann, Frankfurt am Main 2000, ISBN 3-929232-50-2.
- Zwischen Liquid-Sounds, Spirituallekt und Zwerchfellatio. Über den Globaltrottel und Ozeanosophen Micky Remann. (= Reihe Der Grüne Zweig, Nr. 210). Pieper und the Grüne Kraft, Löhrbach 2000, ISBN 3-922708-10-2.
- Drehwurm. yedermann, Riemerling bei München 2002, ISBN 3-935269-18-8.
- Ungleiche Zwillinge. Doppelporträts. Radius, Stuttgart 2002, ISBN 3-87173-234-6.
- Zwischen Urknall und Herzberg. Ich als Hippie in Raum und Zeit. Nachtschatten, Solothurn 2002, ISBN 3-907080-90-4.
- Zu 99 % genetisch identisch. (= Reihe Der Grüne Zweig, Nr. 232). Werner Pieper und The Grüne Kraft, Löhrbach 2002, ISBN 3-922708-00-5.
- Januskopfweh. Glossen, Quickies und Grotesken. Elfenbein Verlag, Berlin 2003, ISBN 3-932245-57-1.
- Unmündiger Kleckerkram, klitzekleine Schlüsselerlebnisse eingestreut. In: Werner Pieper: Alles schien möglich … 60 Sechzigjährige über die 60er Jahre … und was aus ihnen wurde. Pieper, Löhrbach 2007.
- Weltverschönerung. Umwege zum Scheinglück – ein Handbuch der lustvollen Lebensgestaltung. Haffmans bei Zweitausendeins, Frankfurt am Main 2008, ISBN 978-3-86150-819-9.
- Narratorium. 255 Lebensbilder. Ammann Verlag, Zürich 2008, ISBN 978-3-250-10523-7. (ausgezeichnet mit dem Ben-Witter-Preis)
- Guru oder Chemiker? Alchimistische Gedankenspiele. In: Werner Pieper: In bleibender Verbundenheit – zur Erinnerung an Albert Hofmann. Pieper, Löhrbach 2008.
- Drum TAO-Wind ins Winterland! Drei radikale Naturpropheten: Karl Wilhelm Diefenbach, Gustaf Nagel, Arthur Gustav Gräser. The Grüne Kraft, Löhrbach, 2008.
- Dies Meer hat keine Ufer. Klassische Sufi-Mystik. Marixverlag, Wiesbaden 2009, ISBN 978-3-86539-207-7.
- Bitte umblättern. Einhundertelf Appetithäppchen. Elfenbein Verlag, Berlin 2010, ISBN 978-3-941184-03-9.
- Unheilige Narren. 22 Lebensbilder. Marixverlag, Wiesbaden 2012, ISBN 978-3-86539-300-5.
- 20 Milliarden Jahre in zwei, drei Viertelstündchen. Literatur Quickie, Hamburg 2012, ISBN 978-3-942212-55-7.
- Ein Chinese in Rom. Jean Paul & Goethe: Ein untendenziöses Doppelporträt. Haffmans und Tolkemit, Berlin 2013, ISBN 978-3-942989-27-5.
- Omnipax. Zwischen Obstparadies und Fleischfabrik. Packpapier Verlag, Osnabrück, 2013.
- Jesus, Tarzan und Knox wollen nach Indien. Zwergobst aus 55 Jahren. Kurzprosa von ganz früher bis heute mit vier Grafiken des Autors. hochroth Verlag, Berlin 2013, ISBN 978-3-902871-41-1.
- Jean Paul und Goethe. Stimmenkonzert zu Lebzeiten 1778 bis 1832. Biografisches Doppelportrait. hochroth Verlag, Berlin 2013, ISBN 978-3-902871-22-0.
- Mehr Grün! Ein Dschungelbuch zwischen Kahlschlag und Stadtbegrünung. Akt 77. thinkOya, Klein Jasedow 2014, ISBN 978-3-927369-82-5.
- Ich ging ohne mich zu Gott. Lebensbilder komischer Derwische. Synergia Verlag, Roßdorf 2014, ISBN 978-3-944615-16-5.
- Fünf ziemlich radikale Naturpropheten. Synergia Verlag, Roßdorf 2016, ISBN 978-3-944615-43-1.
- Zusammen mit Rainer Otte, Sabine Rothemann, Ulf Heuner: Die sokratische Hundeschule. Philosophische Gassigänge ohne Leine. Parodos Verlag, Berlin 2017, ISBN 978-3-938880-87-6.
- Kurze Universalgeschichte jeglichen Hippietums. In Frank Schäfer: Burg Herzberg Festival – since 1968. Verlag Andreas Reiffer, Meine bei Braunschweig 2018.[10]
- Ach, wär ich nur ein Mensch wie du und ich! Gnomologion. hochroth Verlag, Wiesenburg 2019, ISBN 978-3-903182-49-3.
- Nie wieder unmusikalisch! Funkenflug und Katzenfugen. Verlag Christoph Dohr, Köln 2022, ISBN 978-3-86846-159-6.
- Der Hahn im Harem: Vorahnungen, Ekstasen und Desaster. Brot und Spiele Verlag, Wien 2024, ISBN 978-3-903406-23-0.
- Jenseits im Nahbereich – Leserausch zwischen Märchenbuch und Weltroman. Verlag PalmArtPress, Berlin 2024, ISBN 978-3-96258-182-4.

### Audiografie (Auswahl)
- Die Lärmmacher und ihre Opfer, Prosalesung mit Dieter Hildebrandt, 40 Min. Bayerischen Rundfunks, BR 2, Nachtstudio, 1988
- Warum hast du mich nicht gezeugt?, 25 Min. Radio Bremen, 1991
- Vogelstimme und Sirenengesang. Die Rolle des Lockvogels im Maschinenzeitalter, 90 Min., SWF 2, 1991
- Omnipotenzstörungen zu dritt, Prosalesung, BR 2, 1993
- Musikalische Selbsterziehung zwischen Tröte und Debussy. Oder: Mein gescheiterter Versuch, Komponist zu werden. 130 Minuten. SFB, Sender Freies Berlin, SFB. 1994
- WIR contra ICH, 60:20 Min., Radio Bremen 2, 1994
- Aber über mir rauscht die schöne Waldeinsamkeit. Waldesrauschen, Waldweben, Hörwunder und Naturmystik in der Musik. 85 Minuten. SWF 2, 1996
- Der – kleine – Unterschied zwischen Höhepunkt und Durchbruch. 90 Min. WDR 3, 1996
- Im Club der toten Denker, Dichter und Künder: Theodor W. Adorno, Arno Schmidt und Rudolf Steiner, ein vertontes Elysiumsgespräch, 90 Min. SWF 2. 30. Juni 1994
- Hirnwäsche. Kurzhörspiel, 30 Min. Radio Bremen 2. 1998
- Im Reich des Fleischwolfs, Kurzhörspiel, 16‘04 Min. Radio Bremen 2. 1998
- Im Reich der Minutenstücke, Musikliterarisches Feature, 89 Min., WDR 3, 1998
- Würmelwig -- Aufbau einer Idylle. BR 2, 1998
- Liebe geht durch das Ohr. Zarte Zusammenhänge zwischen Sexus, Musik und Eros, Hörspiel, 52:14 Min. SWF 2/SDR 1998
- Von wem stammt dieses Adagio? Ein äußerst tückischer Verwechslungsquiz, Hörstück, 55 Min. SWR 2, 1999
- Glitzernd... pulsierend... eine unendliche Zeit lang. Wie verändert sich Musik unter Drogeneinfluß?, Hörspiel, 82:58 Min., WDR 3. 2000
- Ich weine viel in meinen Einsamkeiten. Tränenpalast in a-moll, Hörspiel, 55 Min., SWR 2, 2001
- Morgenlandfahrt in die Dritte Welt. Asiatische Musik in westlichen Ohren, Hörspiel, 57 Min. WDR 3, 2001
- Gerätepark und Seelenqual. Wie Maschine und Gefühl sich bekämpfen, heiraten und weiterkämpfen, Hörspiel, 56:03 Min. WDR 3, 2001.
- Wenn Philosophen Radio hören, Musik-Feature, 55 Min. SWR 2, 2002
- Vorreiter, Nachzügler, Rückwärtsläufer (alias: Der musikalische Rückfall). Wieso kommen Neutöner oft in veralteter Heimat an?, Hörspiel, 59 Min. WDR 3, 2002
- Musik deformiert Musiker. Musik-Feature. 16’37 Minuten. WDR 3. 2002
- Oase des Unhörbaren -- was Musikverbot im Ohr dreier Musiker anrichtete, Hörspiel, 58:30 Min. WDR 3, 2003
- Acht Milliarden Jahre in elf Minuten, Schnellsprechstück, 12 Min. WDR 3, 2004
- Zuspätromantik, heut und vorgestern... einst und jetzt 56 Min. SWR, 2005

## Rezeption
Der Literaturkritiker Jörg Drews verglich Holbein 1990 in der Süddeutschen Zeitung mit dem jungen Jean Paul, Walter Benjamin und Arno Schmidt und bezeichnete ihn als „Papadorno“. Beatrix Langner verglich ihn mit Ovids Marsyas. Claus-Steffen Mahnkopf befand: „Kein zweiter deutscher Schriftsteller könnte es ihm an sprachlicher Potenz und gedanklicher Biegsamkeit gleichtun.“ Ulrich Stock nannte ihn „Himmelsstürmer, Erdrutscher, Textturbo“. Gerd Haffmans nannte ihn „ersten und einzigen Öko-Dandy“.

## Auszeichnungen
- 1986: Ernst-Robert-Curtius-Förderpreis für Essayistik
- 1992: Arno-Schmidt-Stipendium
- 1992: Ernst-Willner-Preis beim Ingeborg-Bachmann-Wettbewerb in Klagenfurt
- 1993: Hugo-Ball-Preis
- 1994: Märkisches Stipendium für Literatur
- 1994: Stipendium im Schloß Wiepersdorf
- 2000: Stipendium im Kommandantenhaus Dilsberg bei Heidelberg
- 2009: Publikumspreis beim Fotowettbewerb Literaturland Hessen (Landschaftsbild, das an Hans Jürgen von der Wense erinnert)[17]
- 2009: Ben-Witter-Preis[18]
- 2009/2010: Stipendium im Internationalen Künstlerhaus Villa Concordia, Bamberg
- 2012: Kasseler Literaturpreis für grotesken Humor[19]